# 蔣麗苑
蔣麗苑，JP（1966年—），籍貫山東省菏澤市，出生於香港，震雄集團創辦人蔣震六女兒，震雄集團主席兼行政總裁。

## 生平
畢業於美國衛斯理學院文學院學士。至於公職方面，是深圳市政協常委、深圳市工業經濟聯合會副會長及深圳市機械行業協會副會長、香港玩具廠商會副會長、香港中華廠商聯合會會董、香港紀律人員薪俸及服務條件常務委員會委員（已在2010年12月退任）、政府首長級薪俸及服務條件常務委員會委員、香港科技大學顧問委員會成員及香港公開大學校董會前成員。2004年榮獲香港工業總會頒發「香港青年工業家獎」。 
2010年9月委任恒生銀行獨立非執行董事。

## 蔣震家族
- 蔣震，蔣麗苑父親。
- 張俊芳，蔣麗苑生母，已殁。
- 馬榮華，蔣麗苑後母，蔣震繼室。
- 蔣麗莉，蔣麗苑四姊。
- 於積理，蔣麗苑四姊夫。
- 蔣麗芸，蔣麗苑二姐。
- 蔣麗萍，蔣麗苑三姐。
- 蔣志堅，蔣麗苑七弟。